# Veronika Keller-Engels

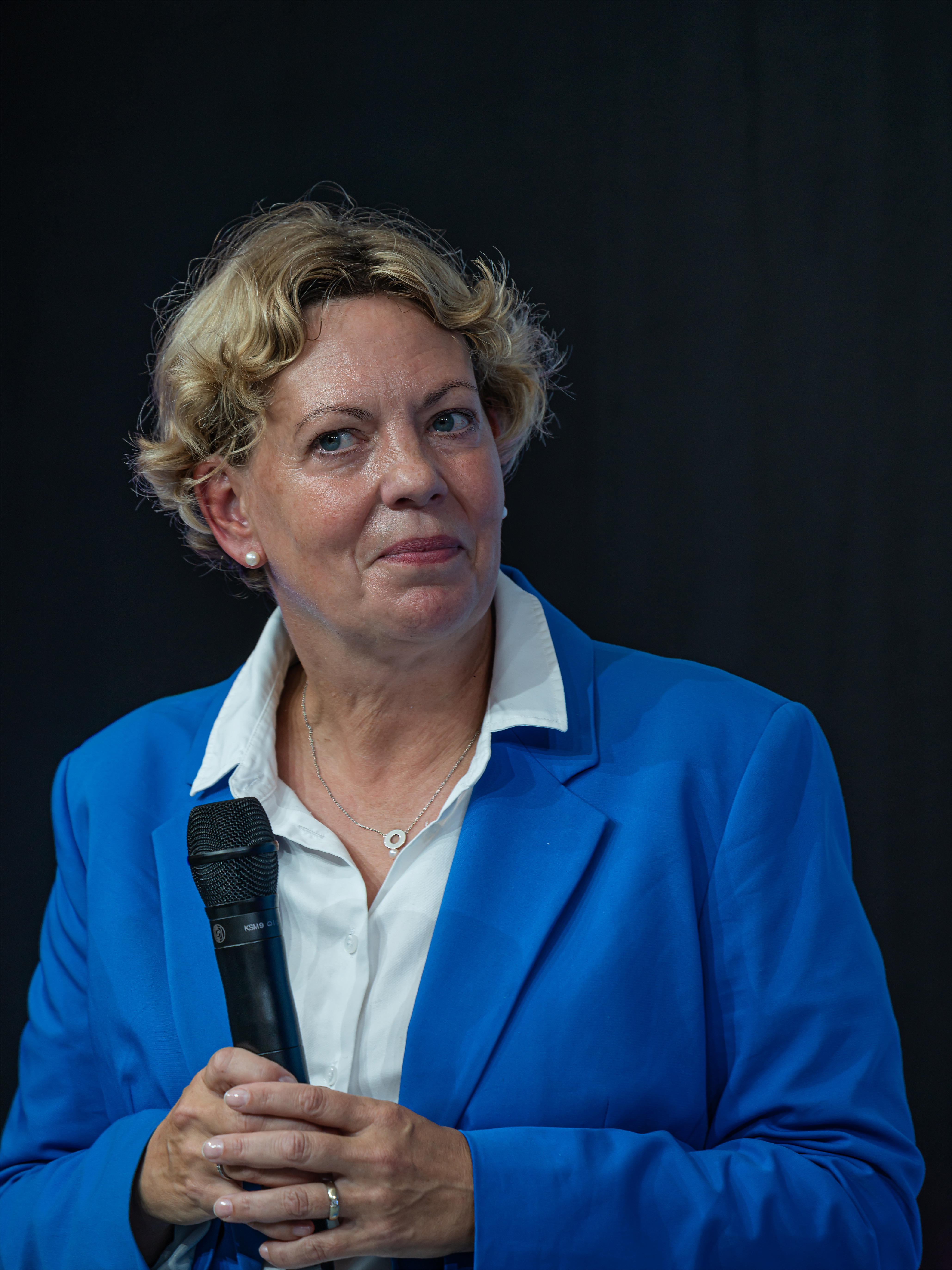
2023

Veronika Keller-Engels (* 21. März 1972 in Günzburg) ist eine deutsche Juristin und Präsidentin des deutschen Bundesamts für Justiz.

## Leben und Wirken

### Beruflicher Werdegang
Nach dem Abitur am Neu-Ulmer Bertha-von-Suttner-Gymnasium 1991 absolvierte Keller-Engels bis 1997 ein Studium der Rechtswissenschaften an der Universität Regensburg mit Auslandssemester im Rahmen des Erasmus-Programms im spanischen Córdoba und bestand das erste juristische Staatsexamen. Anschließend war sie Rechtsreferendarin im Bezirk des Oberlandesgerichts Nürnberg, legte 1999 das zweite juristische Staatsexamen ab. Danach war sie als Staatsanwältin bei der Staatsanwaltschaft Ingolstadt tätig.
Ab 2001 war sie wissenschaftliche Mitarbeiterin, zunächst bis 2004 beim Generalbundesanwalt in Karlsruhe, sodann bis 2005 beim Bundesverfassungsgericht. Von 2005 bis 2008 war Keller-Engels als Richterin am Landgericht Augsburg tätig.
Von 2008 bis 2011 fungierte sie als Nationale Sachverständige für das Deutsche Nationale Mitglied bei Eurojust in Den Haag. 2011 war sie Staatsanwältin beim Generalbundesanwalt und sodann bis 2013 Referentin im Referat Rechtspolitik der Ständigen Vertretung der Bundesrepublik Deutschland bei der Europäischen Union in Brüssel. Von 2014 bis 2015 war sie Referentin im Referat für Internationales Strafrecht, europäische und multilaterale Zusammenarbeit im Bundesministerium der Justiz sowie persönliche Referentin des für Verbraucherschutz zuständigen Staatssekretärs Gerd Billen.
Keller-Engels war von 2015 bis 2018 als Hauptgeschäftsführerin der Deutschen Stiftung für internationale rechtliche Zusammenarbeit e.V. (Bonn), und von 2018 bis 2020 als Oberstaatsanwältin beim Generalbundesanwalt tätig. Seit dem 1. Januar 2021	ist sie Präsidentin des Bundesamts für Justiz in Bonn.

## Privates
Veronika Keller-Engels ist verheiratet.